# コンプリート・ベスト (セリーヌ・ディオンのアルバム)
『コンプリート・ベスト』は2008年2月27日に日本国内のみでリリースされたカナダの歌手セリーヌ・ディオンのベスト・アルバム。ディオンの通算36枚目、英語盤では14枚目のアルバムである。

## アルバム概要
アルバムはディオンのライブツアー『Taking Chances Tour』の日本公演にあわせてリリースされた。
このアルバムには新曲『ア・ワールド・トゥ・ビリーヴ・イン』（U.S.A. mix）が収録されている。前回のアルバムに収録されているのとは異なり、英語と日本語による伊藤由奈とのデュエット曲である。また、英語によるソロバージョンは前回のアルバムTaking Chancesに収録されている。『ア・ワールド・トゥ・ビリーヴ・イン』は2008年1月日本国内でのみ『あなたがいる限り 〜A World to Believe In〜』としてシングルリリースされ、オリコンチャートで8位を記録した。これはディオンにとって1999年4月の『トゥ・ラヴ・ユー・モア』以来のランクインである。
『コンプリート・ベスト』には1995年に発売され、日本で4週連続1位130万枚を売り上げる大ヒットを記録した『トゥ・ラヴ・ユー・モア』や『パワー・オブ・ザ・ドリーム』、『ビー・ザ・マン』の日本限定でリリースされたシングル3曲も収録されている。

## チャート記録
2008年3月にアルバムはゴールドに認定され、これまでに日本国内において16万枚を売り上げた。オリコン・アルバム・チャートでは初登場3位を記録し、ディオンにとって『ザ・ベリー・ベスト』以来2番目のヒットを記録した。また、オリコン・デイリー・チャートでも1位に達したが、2週目には週間チャートで6位に下落した。それでも次週の『Taking Chances Tour』日本公演直後には6位から4位に上昇、またオリコン洋楽アルバムチャートでは6週連続1位を記録した。

## 収録曲
1. 「ア・ワールド・トゥ・ビリーヴ・イン」 (U.S.A. mix) (Tino Izzo, Rosanna Ciciola, 小林夏海) – 4:08
2. 「マイ・ハート・ウィル・ゴー・オン」 (ジェームズ・ホーナー、ウィル・ジェニングス) – 4:41
3. 「トゥ・ラヴ・ユー・モア」 (デイヴィッド・フォスター、ジュニア・マイルズ) – 4:39
4. 「パワー・オブ・ラヴ」 (Candy DeRouge, Gunther Mende, Mary Susan Applegate, Jennifer Rush) – 4:46
5. 「ビューティー・アンド・ザ・ビースト」 (Alan Menken, Howard Ashman) – 4:03
6. 「ビコーズ・ユー・ラヴド・ミー」 (ダイアン・ウォーレン) – 4:33
7. 「イッツ・オール・カミング・バック・トゥ・ミー・ナウ」 (ジム・スタインマン) – 5:29
8. 「ビー・ザ・マン」 (フォスター、マイルズ) – 4:38
9. 「アイム・ユア・エンジェル」 (with R・ケリー) (R・ケリー) – 5:29
10. 「哀しみのハートビート」 (ロバート・ホワイト・ジョンソン、テイラー・ルーズ) – 4:33
11. 「パワー・オブ・ザ・ドリーム」 (リンダ・トンプソン、フォスター、ベイビーフェイス) – 4:30
12. 「めぐり逢えたら・愛のテーマ」 (Edward Heyman, Victor Young) – 4:20
13. 「ザッツ・ザ・ウェイ・イット・イズ」 (クリスティアン・ランディン, マックス・マーティン, アンドレアス・カールソン) – 4:01
14. 「ア・ニュー・デイ・ハズ・カム」 (radio remix) (アルド・ノヴァ、ステファン・モッキオ) – 4:19
15. 「アイム・アライヴ」 (ランディン、カールソン) – 3:30
16. 「アイ・ドローヴ・オール・ナイト」 (ビリー・ステンバーグ、トム・ケリー) – 4:00
17. 「Taking Chances」 (Kara DioGuardi, Dave Stewart) – 4:02

## チャート推移
| チャート                         | 最高位 | 認定     | 売上/出荷数 |
| -------------------------------- | ------ | -------- | ----------- |
| オリコンアルバムチャート         | 3      | ゴールド | 160,000     |
| オリコン洋楽アルバムチャート     | 1      | ゴールド | 160,000     |
| オリコンデイリーアルバムチャート | 1      | ゴールド | 160,000     |

## リリース履歴
| 地域 | 日付          | レーベル | 規格 | カタログ |
| ---- | ------------- | -------- | ---- | -------- |
| 日本 | 2008年2月27日 | エピック | CD   | EICP-953 |